# Overmann (Orgelbauer)

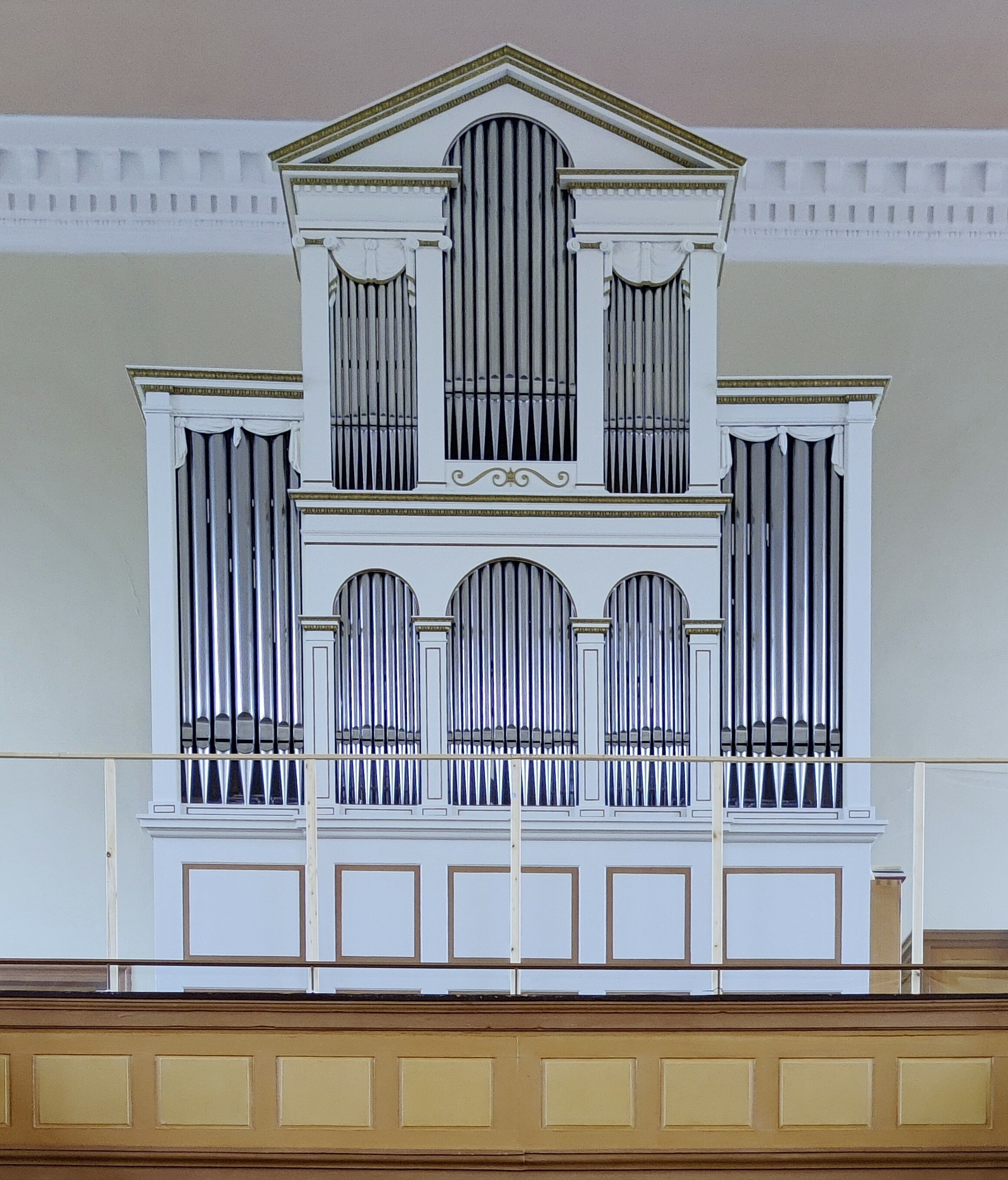
Die von Wilhelm Friedrich Overmann geschaffene und weitgehend erhaltene Orgel der Unteröwisheimer Kreuzkirche

Overmann ist der Name einer Orgelbauerfamilie im 18. und 19. Jahrhundert, die über drei Generationen hauptsächlich von Heidelberg und Mannheim aus in der Pfalz und dem nördlichen Baden wirkte.

## Anton Overmann I.
Josef Anton Overmann (Anton Overmann I.) (* 4. Februar 1754 in Mannheim; † 4. März 1819 in Heidelberg) war das erste Mitglied der Orgelbauerfamilie. Im Jahr 1782 heiratete er Johanna Josefa Franziska Krämer, eine Tochter des kurpfälzischen Hoforgelmachers Andreas Krämer. Bei diesem lernte Overmann ab etwa 1770 das Orgelbauhandwerk.
Mit seiner Ehefrau floh Overmann 1786 vor anrückenden französischen Truppen und ließ sich 1787 in Paderborn nieder. Dort arbeitete er bis in das Jahr 1791 als Orgelbauer. In Paderborn wurden auch seine drei Söhne Franz Anton, Wilhelm Friedrich und Caspar Joseph geboren. Im Jahr 1794 kehrte die Familie nach Mannheim zurück. Infolge einer französischen Belagerung ließen sie sich 1796 gemeinsam mit Krämer in Heidelberg nieder. Overmann arbeitete bereits seit dem Vorjahr in der Werkstatt seines Schwiegervaters mit. Nach Krämers Tod im Jahr 1799 übernahm Overmann die Werkstatt des Hoforgelmachers und führte sie ohne dessen kurpfälzische Privilegien weiter.

## Söhne

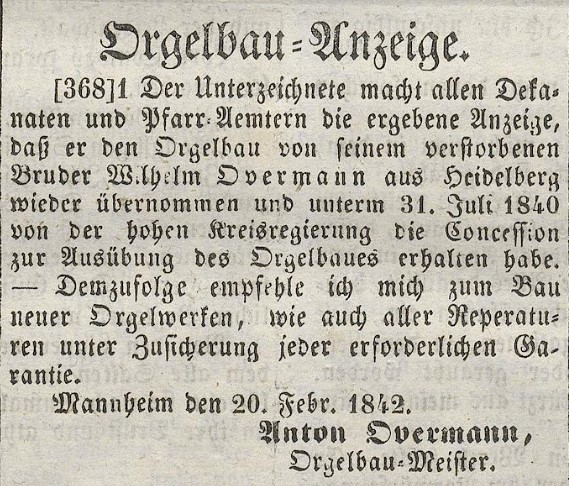
Anzeige Anton Overmanns II. im Mannheimer Morgenblatt anlässlich des Todes seines Bruders (1842)

Die drei Söhne Overmanns, Franz Anton (Anton Overmann II.) (* 28. Juli 1787 in Paderborn; † 26. März 1843 in Mannheim), Wilhelm Friedrich (* 27. Mai 1789 in Paderborn; † 23. November 1839 in Heidelberg) und zunächst auch Caspar Joseph wurden ebenfalls Orgelbauer und arbeiteten ab 1813 in der Werkstatt ihres Vaters. Nachdem dieser im Jahr 1819 starb, übernahmen die beiden ältesten Söhne die Werkstatt und führten sie in nun dritter Inhabergeneration unter dem Namen Gebrüder Overmann weiter. Wilhelm Friedrich wurde hierbei der formale Geschäftsnachfolger seines Vaters.

Der jüngste Sohn Caspar Joseph machte sich 1830 in der Heidelberger Brunnengasse mit einer Pianoforte-Werkstatt selbstständig.
Ab 1826 verließ Franz Anton die Werkstatt seines Bruders und machte sich in Mannheim als Instrumentenbauer selbstständig. Am 31. Juli 1840 erhielt er die Lizenz als Orgelbauer und arbeitete mit seinem Schwager Georg Caspar Trau (* 1807; † 1851) zusammen. Dieser hatte ebenfalls bei Anton Overmann I. das Orgelbauhandwerk gelernt.
Es ist belegt, dass Traus Schwester Elise die Ehefrau Franz Antons war. Mit dieser hatte er eine Tochter namens Elisa, die bis zu dessen Tod mit dem Oberlehrer Georg Hartmeyer verheiratet war.
Vor allem jedoch Wilhelm Friedrich konnte mit seiner Werkstatt wirtschaftlich massiv von dem Aufschwung des Orgelwesens zum ersten Drittel des 19. Jahrhunderts in Baden profitieren.

## 3. Generation
Nachdem sowohl Franz Anton als auch einige Jahre später sein Schwager gestorben waren, hielt Traus Witwe Eva Maria Antonia Kohl den Betrieb der Mannheimer Werkstatt mit einem Gesellen namens Meister noch so lange aufrecht, bis Franz Antons ältester Sohn Friedrich Albert Johann Baptist (* 10. Oktober 1820 in Heidelberg; † 5. März 1869 ebenda) von seiner Lehre bei Johann Nepomuk Kloebinger in Edelfingen zurückkehrte. Ab 1853 betreute er die Orgeln seines Vaters und seines Onkels, schuf soweit bekannt jedoch keine neuen Werke. Bis in das Jahr 1868, also ein Jahr vor seinem Tod, arbeitete er als Orgel- und Clavierstimmer.

## Orgelstil
Der kurpfälzische Orgelstil Andreas Krämers, den dieser als Hoforgelmacher durch eine Synthese elsässischer, mainfränkischer und schlesisch-sächsisch-thüringischer Stilistiken unter dem Einfluss der Mannheimer Schule schuf, wurde durch die Familie Overmann in den folgenden Jahrzehnten weiter verfeinert. So integrierten sie unter dem Einfluss des in Mannheim tätigen Musiktheoretikers Abbé Georg Joseph Vogler und des renommierten Orgelbauers Eberhard Friedrich Walcker frühromantische Orgelideale.

Charakteristisch für ihre Prospektgehäuse waren ein doppelgeschossiger Mittelbau sowie ein Dreiecksgiebel mit Rundbogen- und Vorhangbogenfeldern.

## Werklisten (unvollständig)
Die folgenden Werklisten umfassen die fachlich bekannten Werke der unterschiedlichen Generationen der Familie Overmann. Das Jahr in der ersten Spalte meint das Jahr der Fertigstellung. In der fünften Spalte bezeichnet die römische Zahl die Anzahl der Manuale, ein großes „P“ ein selbstständiges Pedal. Die arabische Zahl gibt die Anzahl der klingenden Register an. Die letzte Spalte bietet Angaben zum Erhaltungszustand und zu Besonderheiten sowie Links mit weiterführender Information.

### Werke Anton Overmanns I.

#### Neubauten
| Jahr | Ort                        | Gebäude                       | Bild | Manuale | Register | Bemerkungen |
| ---- | -------------------------- | ----------------------------- | ---- | ------- | -------- | --- |
| 1788 | Paderborn                  | Busdorfkirche                 |      |         |          | [ 5 ] |
| 1804 | Graben                     | Evangelische Kirche           |      | I/P     | 16       | 1873 (1874?) durch Mathias Burkhard in die Heddesbacher Peterskirche versetzt; 1978 durch Orgelbau Vleugels restauriert                                                               |
| 1804 | Walldorf                   | St. Peter                     |      | I/P     | 14       | 1932 durch Carl Hess und 1962–1965 durch Wolfgang Scherpf restauriert, dabei erweitert und mit neuem Prospekt versehen; 2006 durch Karl Göckel ersetzt                                |
| 1805 | Mauer                      | alte Evangelische Kirche      |      |         |          | [ 5 ] |
| 1807 | Helmstadt-Bargen–Flinsbach | Evangelische Kirche           |      |         |          | 1932 von Walcker ersetzt; Gehäuse erhalten |
| 1809 | Helmstadt-Bargen           | Evangelische Kirche Helmstadt |      | I/P     | 18       | 1967 von Steinmeyer ersetzt |
| 1813 | Sinsheim                   | Evangelische Stadtkirche      |      | II/P    | 25       | [ 12 ] [ 5 ] |
| 1815 | Hüffenhardt                | Evangelische Kirche           |      | II/P    | 26       | Einschneidende Renovierungen durch Voit im Jahr 1886 und Walcker 1929; dennoch Großteil des Pfeifenwerks erhalten                                                                     |
| 1816 | Eutingen                   | Evangelische Pfarrkirche      |      |         |          | [ 5 ] |
| 1818 | Siegelsbach                | Evangelische Kirche           |      | I/P     | 14       | Letzte von Anton Overmann I. erbaute Orgel; 1889 durch Johann Franz Anton Kiene restauriert, wobei einige Register ersetzt wurden; etwa 75 % des originalen Pfeifenbestandes erhalten |

#### Restaurierungen, Reparaturen, Umbauten
| Jahr      | Ort          | Gebäude                                           | Bemerkungen |
| --------- | ------------ | ------------------------------------------------- | --- |
| 1801/1802 | Mannheim     | Jesuitenkirche                                    | Reparatur der 1752–1755 von Johann Georg Rohrer gebauten Orgel                                                                        |
| 1805/1806 | Meckesheim   | Vorgängerkirche der heutigen Evangelischen Kirche | Aufstellung und Aufarbeitung der 1773 von Overmanns Schwiegervater, Andreas Krämer, für die Mannheimer Garnisonskirche erbauten Orgel |
| 1809      | Heidelberg   | Jesuitenkirche                                    | Aufstellung der 1719–1723 von Valentin Müller für die Heidelberger Heiliggeistkirche erbauten Orgel                                   |
| 1815      | Neckargemünd | Ulrichskirche                                     | Reparatur der 1785 von Franz Stumm gebauten Orgel                                                                                     |

### Werke der Gebrüder Overmann

#### Neubauten
| Jahr | Ort       | Gebäude             | Manuale | Register | Bemerkungen                                                                    |
| ---- | --------- | ------------------- | ------- | -------- | ------------------------------------------------------------------------------ |
| 1819 | Lohrbach  | Evangelische Kirche |         | 14       | Festlegung der Disposition noch durch Anton Overmann I.                        |
| 1821 | Kirchardt | Evangelische Kirche | II/P    | 18       | Vielfache Umbauten im 19. und 20. Jahrhundert; 1983 originalgetreu restauriert |

#### Restaurierungen, Reparaturen, Umbauten
| Jahr | Ort           | Gebäude             | Bemerkungen                                                    |
| ---- | ------------- | ------------------- | -------------------------------------------------------------- |
| 1823 | Treschklingen | Evangelische Kirche | Reparatur der 1754–1756 von Johann Adam Schmahl gebauten Orgel |
| 1823 | Eichtersheim  | Evangelische Kirche | Reparatur der 1805–1806 von Andreas Ubhauser gebauten Orgel    |

### Werke Anton Overmanns II.

#### Neubauten
| Jahr | Ort                | Gebäude                  | Bild | Manuale | Register | Bemerkungen |
| ---- | ------------------ | ------------------------ | ---- | ------- | -------- | --- |
| 1837 | Hainstadt (Buchen) | St. Magnus               |      |         |          | 1973 von Vleugels restauriert; mind. Gehäuse erhalten                                                          |
| 1841 | Schönau (Odenwald) | Evangelische Stadtkirche |      |         |          | begonnen von seinem Bruder Wilhelm Friedrich; 1896 durch Walcker in die Kocherstettener Marienkirche verbracht |
| 1843 | Zaisenhausen       | Evangelische Kirche      |      | I/P     | 17       | Letzte Orgel eines Overmanns; nahezu vollständig erhalten; 1844 von Johann Nepomuk Kloebinger vollendet        |

#### Restaurierungen, Reparaturen, Umbauten
| Jahr | Ort          | Gebäude             | Bemerkungen                                                        |
| ---- | ------------ | ------------------- | ------------------------------------------------------------------ |
| 1832 | Schwetzingen | Schlosskapelle      | Reparatur der 1806 von Ubhauser neugebauten Orgel                  |
| 1841 | Mannheim     | Jesuitenkirche      | Reparatur der bereits 1801–1802 von seinem Vater reparierten Orgel |
| 1842 | Epfenbach    | Evangelische Kirche | Reparatur der 1834–1836 von seinem Bruder erbauten Orgel           |

### Werke Wilhelm Friedrichs

#### Neubauten
| Jahr                            | Ort                   | Gebäude                                      | Bild | Manuale | Register | Bemerkungen |
| ------------------------------- | --------------------- | -------------------------------------------- | ---- | ------- | -------- | --- |
| 1828                            | Unteröwisheim         | Evangelische Kreuzkirche                     |      | II/P    | 23       | 1870 und 1888–1889 durch Voit umgebaut; 1962 durch Gebr. Mann rekonstruiert; 2016–2017 von Orgelbau Vier restauriert Gehäuse, Manualladen und viele Originalregister erhalten |
| 1830er (genaues Jahr unbekannt) | Grombach              | Evangelische Kirche                          |      |         |          | Gehäuse erhalten |
| 1830                            | Adelshofen (Eppingen) | St. Nazarius                                 |      |         |          | Neubau durch Ahlborn 1968 |
| 1831                            | Zuzenhausen           | Evangelische Kirche                          |      | II/P    | 25       | Neubauten durch Steinmeyer 1903–1904, Gebr. Mann 1964–1967 und Joachim Popp 1998; Gehäuse erhalten                                                                            |
| 1832                            | Frankenthal (Pfalz)   | Zwölf-Apostel-Kirche                         |      |         |          | 1899 in originalem Gehäuse durch Walcker ersetzt; 1943 durch Bombenangriffe zerstört                                                                                          |
| 1834                            | Kürnbach              | Michaelskirche                               |      |         |          | Umfassende Renovierungen und Erweiterungen 1965 und 2000 |
| 1835                            | Schwetzingen          | St. Pankratius                               |      |         |          | Neubau in Gehäuse von 1766; 1842 durch Kloebinger ersetzt |
| 1836                            | Epfenbach             | Evangelische Kirche                          |      | II/P    | 25       | 1964 Umdisponierung durch Gebr. Mann; 1997 Teilrestaurierung durch Vier Gehäuse, Manualladen und mind. 10 Originalregister erhalten                                           |
| 1838                            | Elmstein              | Protestantische Kirche                       |      |         |          | „kleines Werk“ |
| 1839                            | Mannheim              | Versammlungssaal des Mannheimer Musikvereins |      |         |          | 1845 wegen der Auflösung des Vereins in Frankenthal auktioniert |

#### Restaurierungen, Reparaturen, Umbauten
| Jahr      | Ort                        | Gebäude             | Bemerkungen                                                         |
| --------- | -------------------------- | ------------------- | ------------------------------------------------------------------- |
| 1830      | Hüffenhardt                | Evangelische Kirche | Reparatur der 1815 von seinem Vater gebauten Orgel                  |
| 1830      | Altlußheim                 | Evangelische Kirche | Reparatur der 1805 von Ubhauser gebauten Orgel                      |
| 1831      | Eschelbronn                | Evangelische Kirche | Reparatur der in den 1810er Jahren beschafften Orgel                |
| 1838      | Neckargemünd               | Ulrichskirche       | Reparatur der bereits 1815 von seinem Vater reparierten Stumm-Orgel |
| Unbekannt | Oggersheim                 | Wallfahrtskirche    | Klangliche Umgestaltung                                             |
| Unbekannt | Landau in der Pfalz        | Stiftskirche        | Instandsetzung                                                      |
| Unbekannt | Neustadt an der Weinstraße | Stiftskirche        | Instandsetzung                                                      |